# 李思謨
李思謨（？—17世紀），字承伯，江西饒州府浮梁縣人，明朝、南明政治人物。

## 生平
李思謨是崇禎十二年（1639年）舉人，十六年（1643年）成進士，擔任溧陽知縣，留意當地教養。馬士英上奏各地生童分等級納銀免除府縣試，各地知縣爭相實施，只有他拒絕奉行，因此被罷官，在家鄉不參與時政。

## 引用
1. 1 2  錢海岳《南明史·卷三十五·列傳第十一》：同（王廷梅）時應天屬吏：……李思謨，字承伯，浮梁人。崇禎十六年進士。溧陽知縣，留意教養。馬士英令各邑生童分等第納銀免府縣試，獨不奉行，走。
2. ↑  同治《饒州府志·卷十五·選舉志二》：崇禎十二年己卯鄉試…… 浮梁 李思謨 癸未進士
3. ↑  同治《饒州府志·卷二十一·人物志四》：李思謨，字承伯，崇禎十六年進士。令溧陽，留意教養。時權相奏童子納銀免府縣考試，各令風靡，思謨獨不奉行，因忤當路罷，居鄉嚴於取與，不與時政。